# Kniaz Pozharsky (croiseur cuirassé)
Pour les articles homonymes, voir Knyaz Pozharskiy (homonymie).
Le Knyaz Pozharsky (russe : Князь Пожарский) est un croiseur cuirassé (de type navire à batterie centrale) de la marine impériale russe. Il fut le premier navire blindé russe à dépasser la mer Baltique en naviguant dans l'océan pacifique de 1873 à 1875. Le navire n'a pas participé à la guerre russo-turque de 1877-1878 et est resté dans la mer Baltique jusqu'en 1879–80, date à laquelle il a effectué une autre croisière dans le Pacifique. Kniaz Pozharsky a été affecté à la flotte de la Baltique pour le reste de sa carrière. Il a principalement servi de navire-école après son radoub en 1885 jusqu'à ce qu'il soit utilisé en pont en 1909 et probablement ferraillé en 1911.

## Conception et description
Classé à l'origine comme corvette blindée, Kniaz Pozharsky a été rebaptisé frégate blindée le 20 novembre 1866. Il a été aménagé en navire à batterie centrale à toute épreuve avec l'armement concentré au milieu du navire. Le navire était équipé d'un éperon et son équipage comptait environ 495 officiers et hommes de troupe. Il était équipé d'un double fond et était considéré comme une plate-forme de tir stable et un bon bateau de mer.

## Propulsion

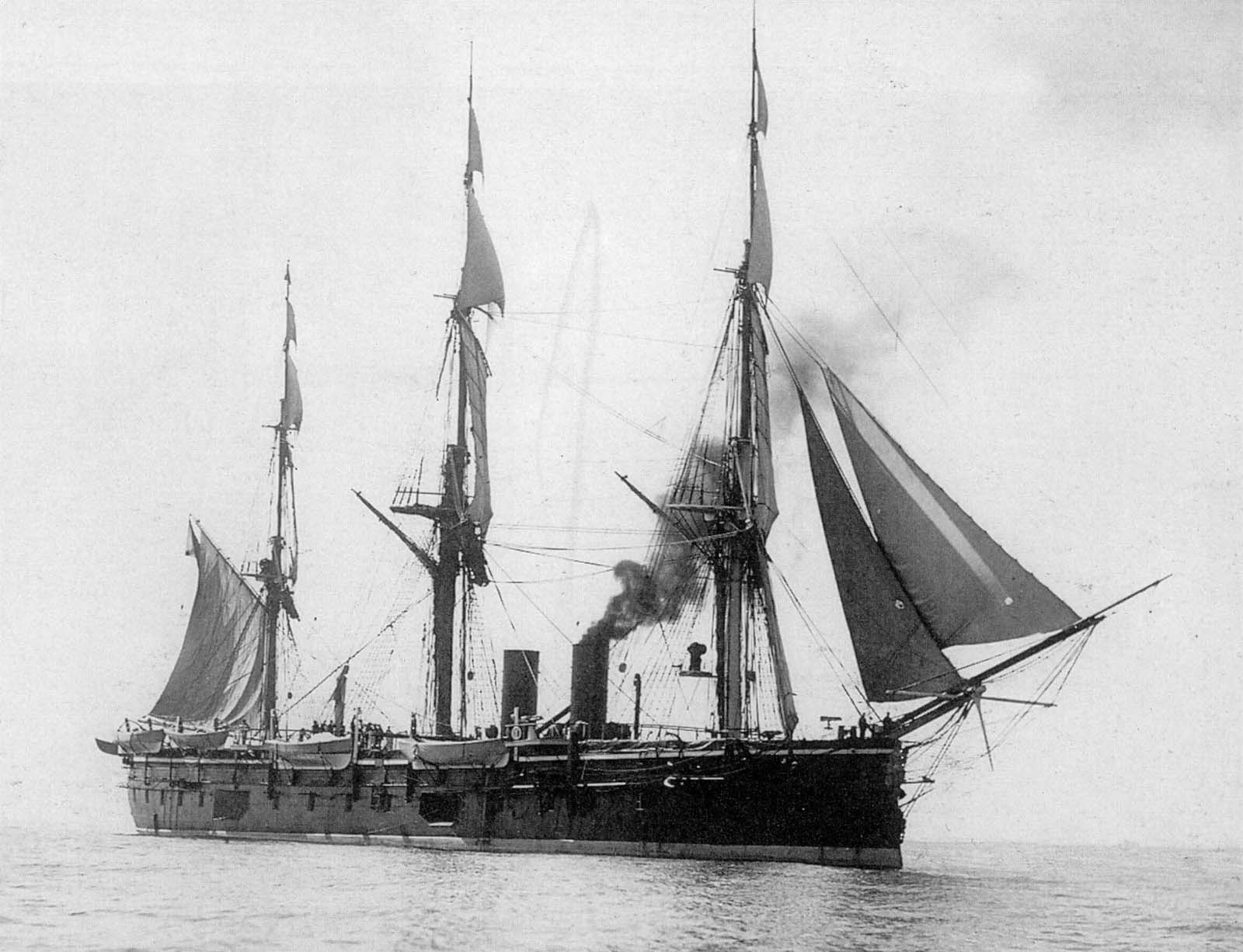
Sous voiles

Le navire avait une simple machine à vapeur horizontale à action directe entraînant une seule hélice à deux pales. La vapeur était fournie par huit chaudières cylindriques. Le moteur a produit 2835 chevaux (2114 kW) lors des essais en mer, ce qui a donné au navire une vitesse maximale d'environ 11,7 nœuds (21,7 km/h). Kniaz Pozharsky transportait un maximum de 610 tonnes de charbon, ce qui lui donnait une autonomie économique de 3.000 milles marins (5 600 km). Il était gréé en trois mâts et avait une surface de voilure maximale de 2508 m². Pour réduire la traînée sous voiles, sa cheminée était rétractable et son hélice pouvait être hissée dans la coque.

## Armement
Kniaz Pozharsky était armé de huit canons à chargement par la culasse Obukhov de 9 pouces (229 mm). Pour tenter de fournir un tir axial, les côtés de la coque au niveau du pont supérieur ont été coupés devant et derrière la batterie. Tout en offrant une meilleure couverture que la disposition traditionnelle en bordée, cela laissait encore une zone considérable sur laquelle aucune arme ne pouvait porter.
Le boulet du canon de calibre 20 pesait environ 300 livres (136 kg), tandis que le canon lui-même pesait 14.908 livres (6.762 kg). Le canon avait une vitesse initiale de 1.276 pieds/s (389 m/s) et était crédité de la capacité nominale de pénétrer 9,3 pouces (236 mm) d'armure en fer forgé au niveau de la bouche.
Watts et Gardiner attribuent au navire trois torpilles à espar ainsi que trois torpilles remorquées , mais celles-ci ne sont pas mentionnées par Wright ou Silverstone.

## Armure
Les chiffres concernant la protection blindée de Kniaz Pozharsky varient selon les sources. Ils conviennent qu'il avait une ceinture de flottaison complète en fer forgé qui avait une hauteur totale de 11 pieds (3 m) avec 5 pieds (1,5 m) sous la ligne de flottaison. Les épaisseurs de la ceinture sont indiquées de 100 à 114 millimètres (3,9 à 4,5 pouces) d'épaisseur. Les canons étaient protégés par une section de blindage de 114 millimètres, longue de 80 pieds (24,4 m) ; aucune information sur les cloisons transversales blindées n'est disponible. L'armure était soutenue par 17 ou 18 pouces (432 ou 457 mm) de teck.